# Katlenburg-Lindau
Katlenburg-Lindau – miejscowość i gmina samodzielna (niem. Einheitsgemeinde) w Niemczech, w kraju związkowym Dolna Saksonia, w powiecie Northeim.

## Współpraca
Miejscowość partnerska:
- Binau, Badenia-Wirtembergia (kontakty utrzymuje dzielnica Lindau)